# Edith Grossman

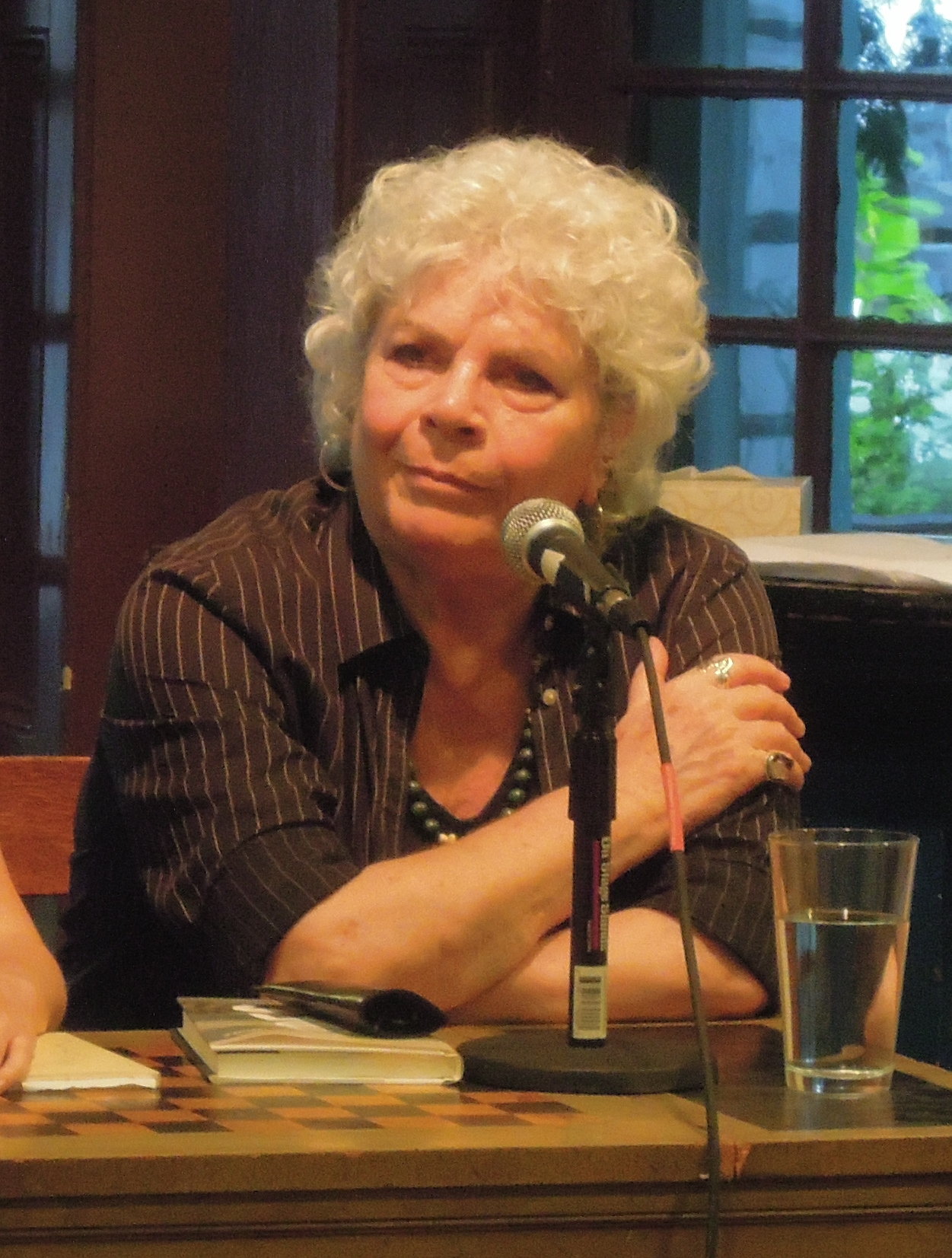
Edith Grossman (2012)

Edith Marion „Edie“ Grossman (* 22. März 1936 in Philadelphia als Edith Dorph; † 4. September 2023 in New York City) war eine US-amerikanische Übersetzerin, die für ihre Übertragungen spanischsprachiger Literatur ins Englische renommiert war.

## Leben
Edith Grossman wurde 1936 in Philadelphia als Tochter eines Schuhverkäufers und einer Sekretärin geboren. Inspiriert durch eine Spanischlehrerin an ihrer Schule, begann sie nach einem Schulabschluss ein Studium der Hispanistik an der University of Pennsylvania und erhielt 1957 ihren Bachelor- und 1959 ihren Master-Abschluss. 1962 ging sie mithilfe des Fulbright-Programmes für ein Auslandsjahr nach Spanien. Zwei Jahre lang studierte sie an der University of California, Berkeley, ehe sie für ihre Promotion in lateinamerikanischer Literatur an die New York University wechselte. Für ihre Doktorarbeit über den chilenischen Dichter Nicanor Parra erhielt sie 1972 den Doktorgrad.
Kurz danach begann sie, hauptberuflich als Übersetzerin zu arbeiten. Zu diesem Zeitpunkt entdeckte der US-Buchmarkt die lateinamerikanischen Schriftsteller des Magischen Realismus für sich und Grossman wurde bald zu einer ihrer renommiertesten Übersetzer. Unter anderem wurde sie seit Die Liebe in den Zeiten der Cholera, dessen Übersetzung von Grossman 1988 erschien, die erste Wahl für Übersetzungen von Gabriel García Márquez, zu dem sie eine gute Freundschaft entwickelte. Ab ihrer englischsprachigen Übersetzung von Tod in den Anden 1996 fungierte sie auch als Stammübersetzerin für Mario Vargas Llosa. Daneben übersetzte Grossman auch klassische spanische Literatur. Zum Beispiel legte sie 2003 anlässlich des 400. Jubiläums der Erstveröffentlichung eine neue Übersetzung von Miguel de Cervantes’ Don Quijote vor. Ihr privater Favorit war der barocke spanische Dichter Luis de Góngora, dessen Soledades sie 2011 ins Englische übertrug.
Das Übersetzen ging Grossman stets als eine Frage des Sprechens und Hörens an; durch lautes Vorsprechen versuchte sie, den Ton eines Werkes zu erfassen, für den sie dann ein Pendant im Englischen zu finden versuchte. Zudem war sie starke Verfechterin davon, dass der Beitrag literarische Übersetzer mehr anerkannt wird, beispielsweise durch eine Nennung auf dem Titelblatt. 2010 legte sie mit Why Translation Matters ein Essayband mit ihren Ansichten zum Übersetzen literarischer Texte vor. Neben der praktischen Arbeit war sie auch als Dozentin für spanische Literatur und Übersetzungswissenschaften an der New York University und der Columbia University aktiv.
1965 heiratete die gebürtige Edith Dorph den Musiker Norman Grossman und nahm dessen Nachnamen an. Aus der Ehe gingen zwei Söhne hervor, ehe sich das Paar 1984 scheiden ließ. Sie starb im September 2023 im Alter von 87 Jahren an Bauchspeicheldrüsenkrebs in Manhattan und hinterließ ihre beiden Söhne und eine Schwester.

## Ehrungen
- 2001: PEN/Book-of-the-Month Club Translation Prize für die Übersetzung von Mario Vargas Llosas Feat of the Goat[3]
- 2006: PEN/Ralph Manheim Medal for Translation[2]
- 2008: Arts and Letters Awards der American Academy of Arts and Letters in der Kategorie „Literature“[2]
- 2008: Guggenheim-Stipendium[3]
- 2009: Aufnahme in die American Academy of Arts and Sciences[4]
- 2010: Translation Prize des Queen Sofía Spanish Institute für die Übersetzung von Antonio Muñoz Molinas A Manuscript of Ashes[2]
- 2016: Offizierskreuz (Cruz de Oficial) des Zivilverdienstordens (Orden del Mérito Civil)[2]
- 2019: Ottaway Award for the Promotion of International Literature[5]
- 2022: Thornton Wilder Prize der American Academy of Arts and Letters[2]

## Veröffentlichungen
Übersetzungen
- Eliseo Alberto: Caracol Beach: A Novel. Alfred A. Knopf, New York 2000. ISBN 0-375-40540-2.
- Miguel de Cervantes: Don Quixote. Mit einem Vorwort von Harold Bloom. Ecco, New York 2003. ISBN 978-0-06-018870-2.
- Miguel de Cervantes: Exemplary Novels. Herausgegeben von Roberto González Echevarría. Yale University Press, New Haven 2016. ISBN 978-0-300-12586-3.
- Ariel Dorfman: In Case of Fire in a Foreign Land: New and Collected Poems from Two Languages. Duke University Press, Durham 2002. ISBN 978-0-8223-2951-0.
- Ariel Dorfman: Last Waltz in Santiago and Other Poems of Exile and Disappearance. Penguin, New York 1988. ISBN 978-0-670-82022-1.
- Carlos Fuentes: Destiny and Desire: A Novel. Random House, New York 2011. ISBN 978-1-4000-6880-7.
- Carlos Fuentes: Happy Families. Random House, New York 2009. ISBN 978-0-8129-7843-8.
- Gabriel García Márquez: I’m Not Here to Give a Speech. Vintage Books, New York 2014. ISBN 978-0-241-18426-4.
- Gabriel García Márquez: Living to Tell the Tale. Alfred A. Knopf, New York 2003. ISBN 978-1-4000-4134-3.
- Gabriel García Márquez: Love in the Time of Cholera. Alfred A. Knopf, New York 1988. ISBN 0-394-56161-9.
- Gabriel García Márquez: Memories of My Melancholy Whores. Alfred A. Knopf, New York 2005. ISBN 978-1-4000-4460-3.
- Gabriel García Márquez: News of a Kidnapping. Alfred A. Knopf, New York 1997. ISBN 0-375-40051-6.
- Gabriel García Márquez: Of Love and Other Demons. Alfred A. Knopf, New York 1995. ISBN 0-679-43853-X.
- Gabriel García Márquez: Strange Pilgrims. Alfred A. Knopf, New York 1993. ISBN 0-679-42566-7.
- Gabriel García Márquez: The General in His Labyrinth. Alfred A. Knopf, New York 1990. ISBN 0-394-58258-6.
- Luis de Góngora: The Solitudes. Mit einer Einleitung von Alberto Manguel. Penguin, New York 2011. ISBN 978-0-14-310638-8.
- Juana Inés de la Cruz: Selected Works. Mit einer Einleitung von Julia Alvarez. W. W. Norton, New York 2014. ISBN 978-0-393-24175-4.
- Carmen Laforet: Nada. Mit einem Vorwort von Mario Vargas Llosa. Modern Library, New York 2007. ISBN 978-0-679-64345-6.
- José Luis Llovio-Menéndez: Insider: My Hidden Life As a Revolutionary in Cuba. Bantam, New York 1988. ISBN 0-553-05114-8.
- Jaime Manrique: My Night with Federico García Lorca. Gemeinsam übersetzt mit Eugene Richie. University of Wisconsin Press, Madison 2003. ISBN 978-0-299-18764-4.
- Mayra Montero: Captain of the Sleepers: A Novel. Farrar, Straus and Giroux, New York 2005. ISBN 978-0-374-11882-2.
- Mayra Montero: Dancing to “Almendra”: A Novel. Farrar, Straus and Giroux, New York 2008. ISBN 978-0-312-42673-6.
- Mayra Montero: Deep Purple: A Novel. Ecco, New York 2003. ISBN 978-0-06-621420-7.
- Mayra Montero: In the Palm of Darkness: A Novel HarperCollins, New York 1997. ISBN 0-06-018703-4.
- Mayra Montero: The Last Night I Spent with You: A Novel HarperCollins, New York 2000. ISBN 0-06-095290-3.
- Mayra Montero: The Messenger: A Novel. HarperFlamingo, New York 1999. ISBN 0-06-019223-2.
- Mayra Montero: The Red of his Shadow. Ecco / HarperCollins, New York 2001. ISBN 0-06-621059-3.
- Augusto Monterroso: Complete Works and Other Stories. Mit einer Einleitung von Will H. Corral. University of Texas Press, Austin 1996. ISBN 978-0-292-75184-2.
- Álvaro Mutis: Maqroll’s Prayer and Other Poems. Gemeinsam übersetzt mit Chris Andrews und Alastair Reed. New York Review Books, New York 2024. ISBN 978-1-59017-874-4.
- Álvaro Mutis: The Adventures and Misadventures of Maqroll. Mit einer Einleitung von Francisco Goldman. New York Review Books, New York 2002. ISBN 978-0-940322-91-2.
- Antonio Muñoz Molina: A Manuscript of Ashes. Houghton Mifflin Harcourt, New York 2008. ISBN 978-0-15-101410-1.
- Antonio Muñoz Molina: In the Night of Time: A Novel HarperVia, New York 2013. ISBN 978-0-547-54784-8.
- Julio Ortega: Ayacucho, Goodbye. Erscheint gemeinsam mit Moscow’s Gold in einer Übersetzung von Alita Kelley. Latin American Literary Review Press, Pittsburgh 1994. ISBN 0-935480-66-8.
- Julián Ríos: Loves that Bind: A Novel. Alfred A. Knopf, New York 1998. ISBN 0-375-40058-3.
- Julián Ríos: Monstruary. Alfred A. Knopf, New York 2001. ISBN 0-375-40823-1.
- Carlos Rojas: The Ingenious Gentleman and Poet Federico García Lorca Ascends to Hell. Yale University Press, New Haven 2013. ISBN 978-0-300-16776-4.
- Carlos Rojas: The Valley of the Fallen. Yale University Press, New Haven 2018. ISBN 978-0-300-21796-4.
- The Golden Age: Poems of the Spanish Renaissance. Mit einer Einleitung von Billy Collins. W. W. Norton, New York 2007. ISBN 978-0-393-32991-9.
- Mario Vargas Llosa: Death in the Andes. Farrar, Straus and Giroux, New York 1996. ISBN 0-374-14001-4.
- Mario Vargas Llosa: In Praise of Reading and Fiction: The Nobel Lecture. Farrar, Straus and Giroux, New York 2011. ISBN 978-0-374-17575-7.
- Mario Vargas Llosa: The Bad Girl. Farrar, Straus and Giroux, New York 2007. ISBN 978-0-374-18243-4.
- Mario Vargas Llosa: The Discreet Hero. Farrar, Straus and Giroux, New York 2015. ISBN 978-0-374-14674-0.
- Mario Vargas Llosa: The Dream of the Celt. Farrar, Straus and Giroux, New York 2012. ISBN 978-0-374-14346-6.
- Mario Vargas Llosa: The Feast of the Goat. Farrar, Straus and Giroux, New York 2001. ISBN 978-0-374-15476-9.
- Mario Vargas Llosa: The Neighborhood. Farrar, Straus and Giroux, New York 2018. ISBN 978-0-374-15512-4.
- Mario Vargas Llosa: The Notebooks of Don Rigoberto. Farrar, Straus and Giroux, New York 1998. ISBN 0-374-22327-0.

Eigene Werke
- The Antipoetry of Nicanor Parra. Doktorarbeit. New York University Press, New York 1975. ISBN 0-8147-2958-4.
- Why Translation Matters. Yale University Press, New Haven 2010. ISBN 978-0-300-17130-3.